# Nagurus declivus
Nagurus declivus är en kräftdjursart som först beskrevs av Wahrberg1922.  Nagurus declivus ingår i släktet Nagurus och familjen Trachelipodidae. Inga underarter finns listade i Catalogue of Life.